# Mahencyrtus perplexus
Mahencyrtus perplexus is een vliesvleugelig insect uit de familie Encyrtidae. De wetenschappelijke naam is voor het eerst geldig gepubliceerd in 1917 door Alexadre Arsène Girault als Habrolepoidea perplexa.